# Kab Elias - Wadi el Deloum
Kab Elias - Wadi el Deloum è un  comune (municipalité) del Libano situato nel distretto di Zahle, governatorato della Beqā.